# Hilifadolo (Amandraya)
Hilifadolo is een bestuurslaag in het regentschap Nias Selatan van de provincie Noord-Sumatra, Indonesië. Hilifadolo telt 433 inwoners (volkstelling 2010).